# Artă degenerată

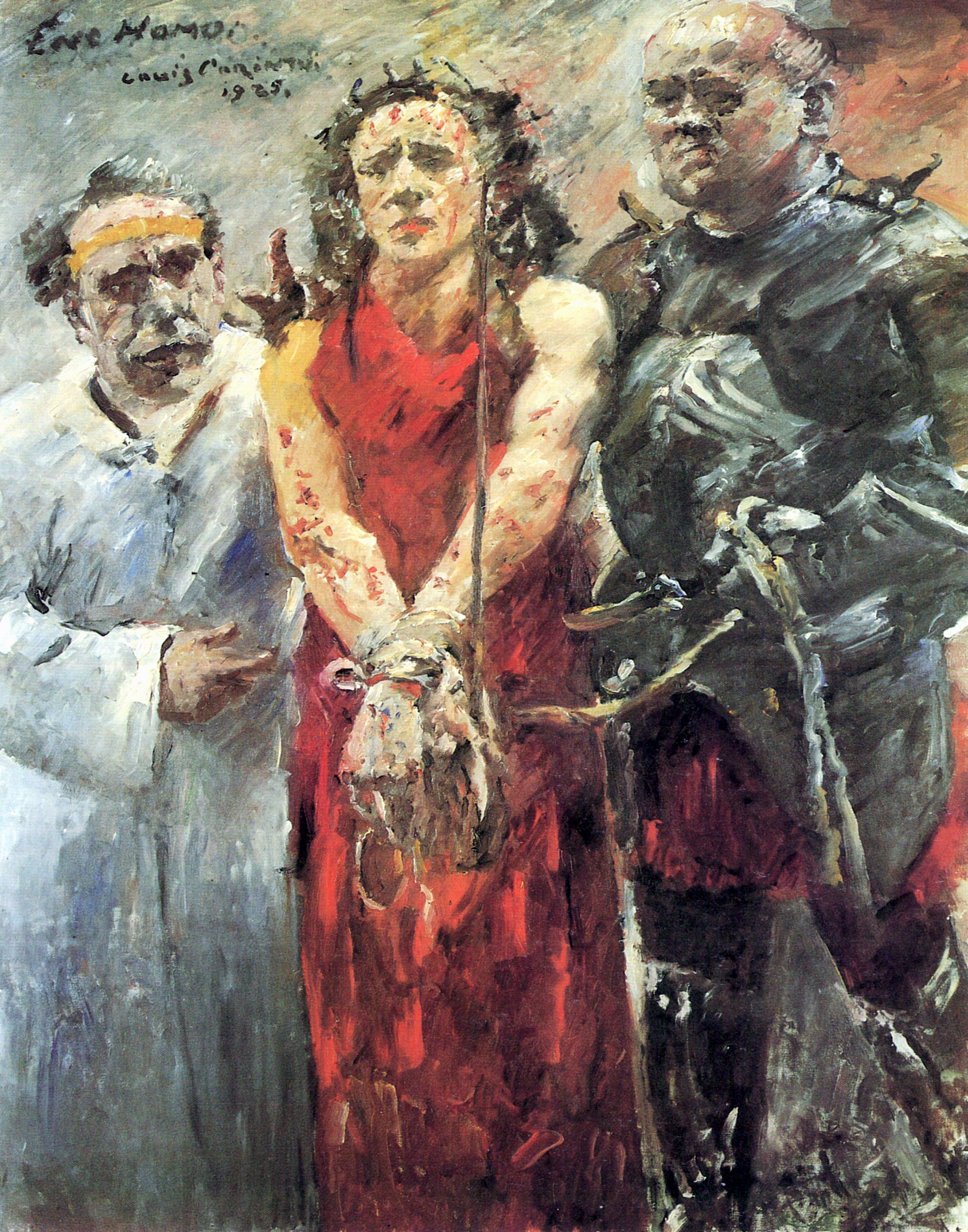
Tabloul Ecce homo de Lovis Corinth, un exemplu de „artă degenerată”

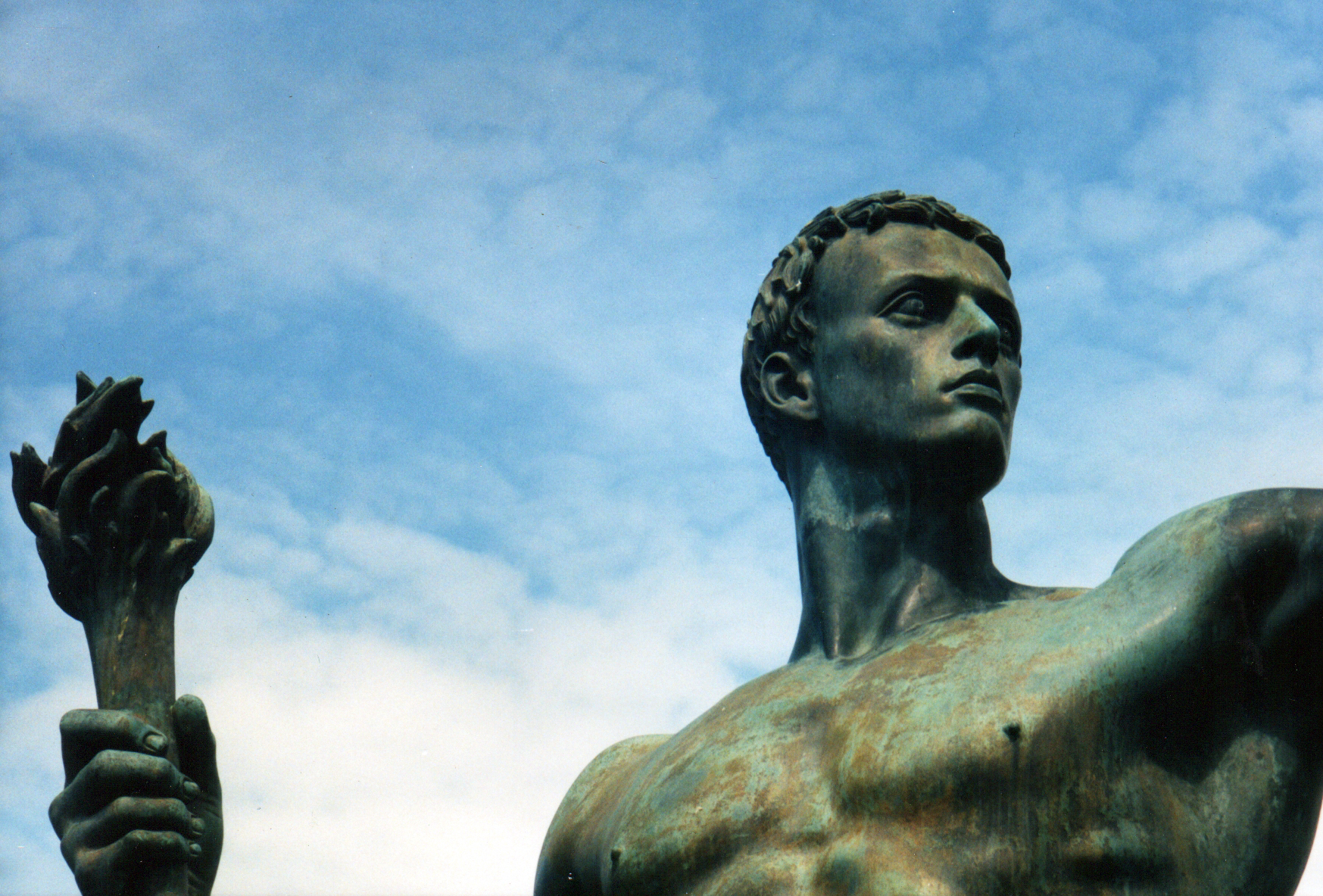
Statuia Partidul de Arno Breker, un exemplu de artă nazistă, care glorifica regimul

Arta degenerată (în germană Entartete Kunst) a fost un concept propagandistic impus în anii 1930 de regimul nazist din Germania. Acest termen defăimător (preluat din medicină) desemna, în principiu, toată arta modernă (operele de artă și curentele artistice), care nu corespundea principiilor estetice ale nazismului.
Conceptul era menit a stigmatiza artiștii și era fundamentat pe clișee rasiste și ideologice. În 1937, a avut loc Operațiunea „Artă degenerată” (în germană Aktion 'Entartete Kunst'), inițiată de regimul nazist. În cadrul acestei acțiuni au fost confiscate din muzee obiecte de "artă degenerată".

## Curente artistice „degenerate”
- Dadaismul
- Cubismul
- Expresionismul
- Fauvismul
- Impresionismul
- Suprarealismul

## Artiști „degenerați”
- Jankel Adler
- Ernst Barlach
- Rudolf Bauer
- Philipp Bauknecht
- Otto Baum
- Willi Baumeister
- Herbert Bayer
- Max Beckmann
- Rudolf Belling
- Paul Bindel
- Theo Brün
- Max Burchartz
- Fritz Burger-Mühlfeld
- Paul Camenisch
- Heinrich Campendonk
- Karl Caspar
- Maria Caspar-Filser
- Pol Cassel
- Marc Chagall
- Lovis Corinth
- Heinrich Maria Davringhausen
- Walter Dexel
- Johannes Diesner
- Otto Dix
- Pranas Domšaitis
- Hans Christoph Drexel
- Johannes Driesch
- Heinrich Eberhard
- Max Ernst
- Hans Feibusch
- Lyonel Feininger
- Conrad Felixmüller
- Otto Freundlich
- Xaver Fuhr
- Ludwig Gies
- Werner Gilles
- Otto Gleichmann
- Rudolph Grossmann
- George Grosz
- Hans Grundig
- Rudolf Haizmann
- Raoul Hausmann
- Guido Hebert
- Erich Heckel
- Wilhelm Heckrott
- Jacoba van Heemskerck
- Hans Siebert von Heister
- Oswald Herzog
- Werner Heuser
- Heinrich Hoerle
- Karl Hofer
- Eugen Hoffmann
- Johannes Itten
- Alexej von Jawlensky
- Eric Johansson
- Hans Jürgen Kallmann
- Wassily Kandinsky
- Hanns Katz
- Ernst Ludwig Kirchner
- Paul Klee
- Cesar Klein
- Paul Kleinschmidt
- Oskar Kokoschka
- Alfred Kubin
- Otto Lange
- Wilhelm Lehmbruck
- Elfriede Lohse-Wächtler
- El Lissitzky
- Oskar Lüthy
- Franz Marc
- Gerhard Marcks
- Ewald Mataré
- Ludwig Meidner
- Jean Metzinger
- Constantin von Mitschke-Collande
- László Moholy-Nagy
- Marg Moll
- Oskar Moll
- Johannes Molzahn
- Piet Mondrian
- Georg Muche
- Otto Mueller
- Erich Nagel
- Heinrich Nauen
- Ernst Wilhelm Nay
- Karel Niestrath
- Emil Nolde
- Otto Pankok
- Max Pechstein
- Max Peiffer-Watenphul
- Hans Purrmann
- Max Rauh
- Hans Richter
- Emy Roeder
- Christian Rohlfs
- Edwin Scharff
- Oskar Schlemmer
- Rudolf Schlichter
- Karl Schmidt-Rottluff
- Werner Scholz
- Lothar Schreyer
- Otto Schubert
- Kurt Schwitters
- Lasar Segall
- Friedrich Skade
- Friedrich Stuckenberg
- Paul Thalheimer
- Johannes Tietz
- Arnold Topp
- Friedrich Vordemberge-Gildewart
- Karl Völker
- Christoph Voll
- William Wauer
- Gert Heinrich Wollheim
- Vincent Van Gogh[3]